# Juan Álvarez (oidor)
Juan Alonso Álvarez (Valladolid, España, ? - Quito, 1546), fue un licenciado en leyes español y uno de los cuatro oidores de la primera Real Audiencia de Lima, en el Virreinato del Perú. 

## Biografía
Se desempeñaba como abogado de la Real Audiencia de Valladolid cuando fue promovido como oidor de la recién fundada Real Audiencia de Lima, acompañando al mismo tiempo al virrey Blasco Núñez Vela en su viaje al Perú (1543).
Desde el primer momento se mostró escandaloso, liviano y rebelde. En Tierra Firme fue severamente reprendido por el virrey porque trajo consigo a su amante, a quien hizo trasladar sobre hombros de negros e indios desde Nombre de Dios a Panamá. Sin dar importancia a las habladurías, envió secretamente a la mujerzuela a Lima, donde la presentó como su ama de llaves.
Ya asentada la Real Audiencia en Lima, Álvarez presenció la muerte del factor Illán Suárez de Carbajal a manos del propio virrey. A pesar de que este acusó a su víctima de traición sin tener pruebas, Álvarez se allanó a formar una causa póstuma contra el factor, declarándole reo. En el seno de la Real Audiencia promovió luego el descontento contra el virrey, ante la inminente llegada de Gonzalo Pizarro, líder de los encomenderos sublevados contra las Leyes Nuevas. Junto con los oidores Diego Vásquez de Cepeda y Juan Lissón de Tejada planeó la destitución del virrey y su retorno a España. Esperaba así satisfacer su ambición, pues ausente el virrey el poder recaería en la Audiencia.
El virrey sospechó su felonía y se encerró con él en una sala, intimidándole a decir la verdad; sin embargo, Álvarez juró que todo era falso. Apresado el virrey el 18 de septiembre de 1544 y proclamado Cepeda presidente de la Audiencia, Álvarez se encargó de preparar los informes sobre la conducta del virrey que debían ser presentados al Rey e inclusive recibió 8.000 ducados de costas para custodiarlo hacia Panamá, y de allí a España. Pero en el curso del viaje por mar, a la altura de Tumbes, el virrey lo convenció para que lo dejara libre; otra versión dice que sobornó a Álvarez con una codiciada esmeralda. Lo cierto es que Álvarez se reconcilió con el virrey, luego que se arrodillara ante él y le pidiera perdón por el atentado que había cometido hacia su persona. Juntos desembarcaron en Tumbes, iniciando entonces la campaña contra Gonzalo Pizarro, que ya había ocupado Lima donde fue proclamado Gobernador del Perú por el resto de los oidores.
Álvarez se ganó la confianza del virrey, y lo secundó sumisamente en todo, especialmente en realizar las funciones de la Audiencia, despachando y firmando provisiones. El virrey le hizo su hombre de consulta autorizándole a entrar a las juntas de capitanes.
Álvarez acompañó al virrey a lo largo de todos los movimientos que realizó, incluyendo el repliegue a Popayán. Finalmente bajó a Quito con el virrey y asistió como combatiente en la batalla de Iñaquito (18 de enero de 1546), donde sufrió tres heridas de hacha en la cabeza. Caído del caballo, fue tomado prisionero y conducido a Quito. Pese a la gravedad de sus lesiones, se sanó milagrosamente. El oidor Cepeda, que lo odiaba por haberse reconciliado con el virrey, lo invitó a una cena íntima. Sin sospechar nada, Álvarez asistió, pero a la mitad del convite se retiró con síntomas de envenenamiento. Otra versión dice que al final  de la cena le ofrecieron una almendrada para que durmiera bien, la misma que estaba envenenada. Lo cierto es que murió luego de penosa agonía. Fue sepultado en Quito, sin los honores correspondientes a su magistratura.